# Qaladərəsi
Qaladərəsi è un comune dell'Azerbaigian situato nel distretto di Şamaxı. 